# Karlík

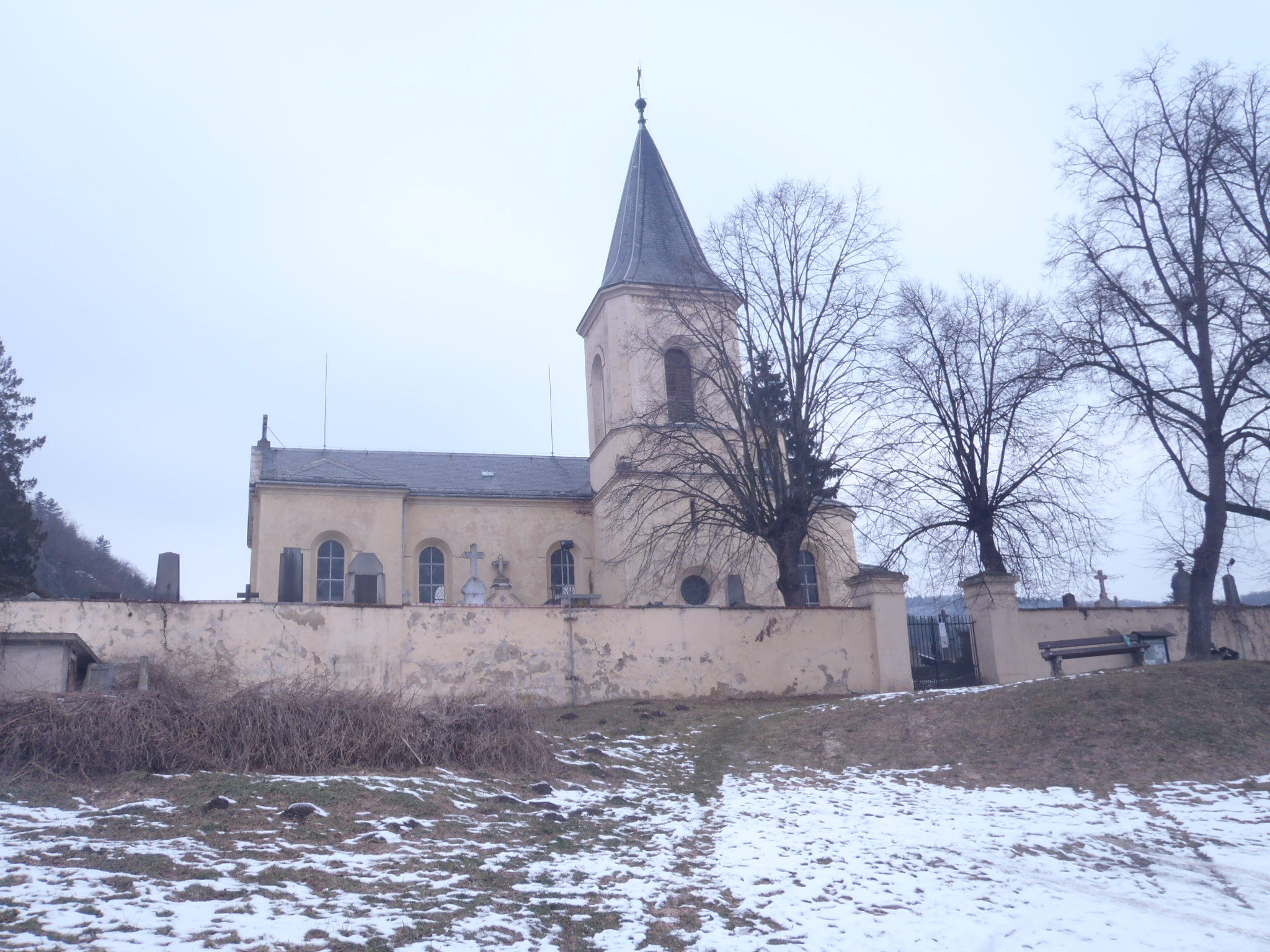
Kirche St. Martin und Prokop

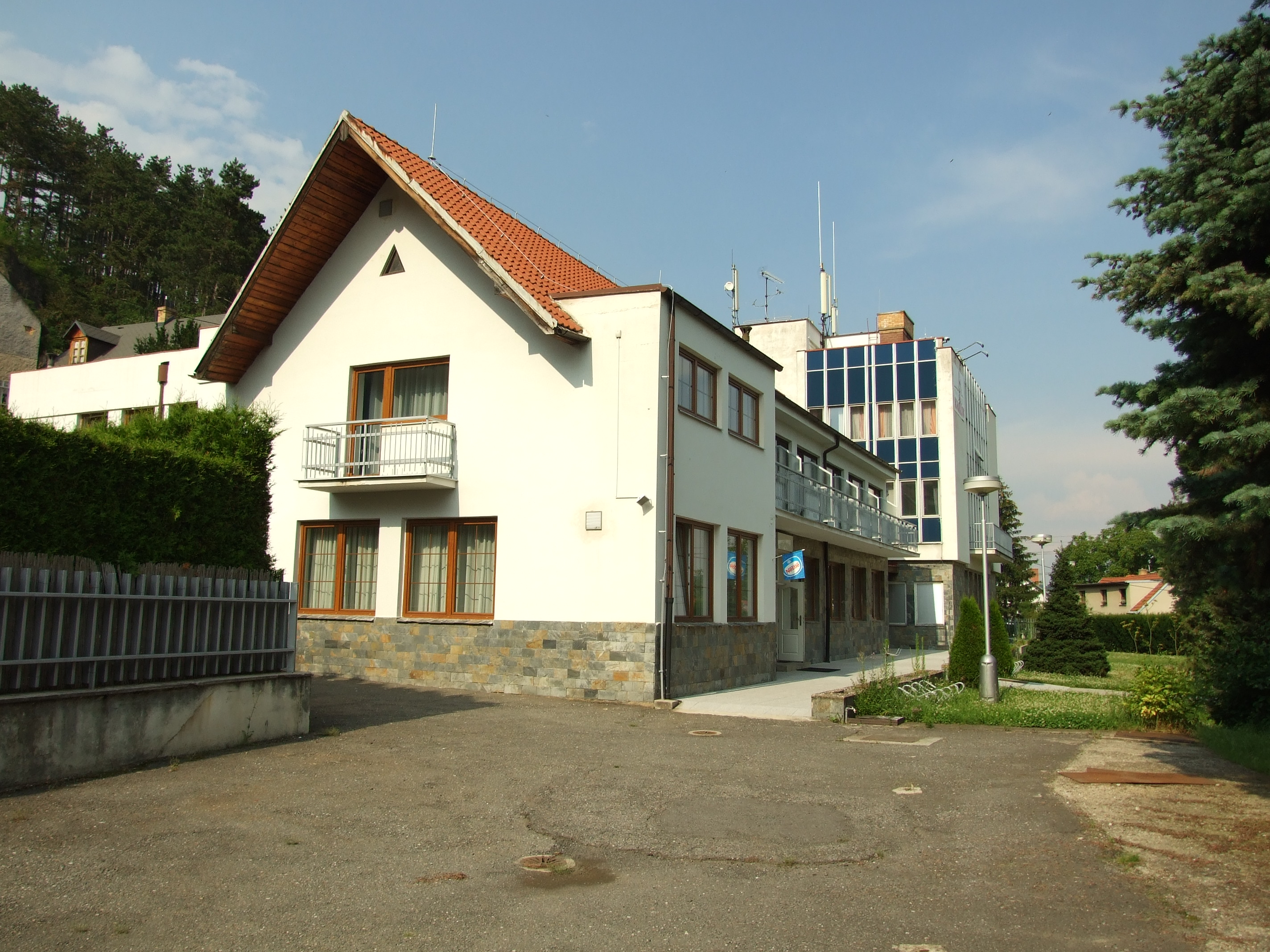
Ehemaliges Hotel

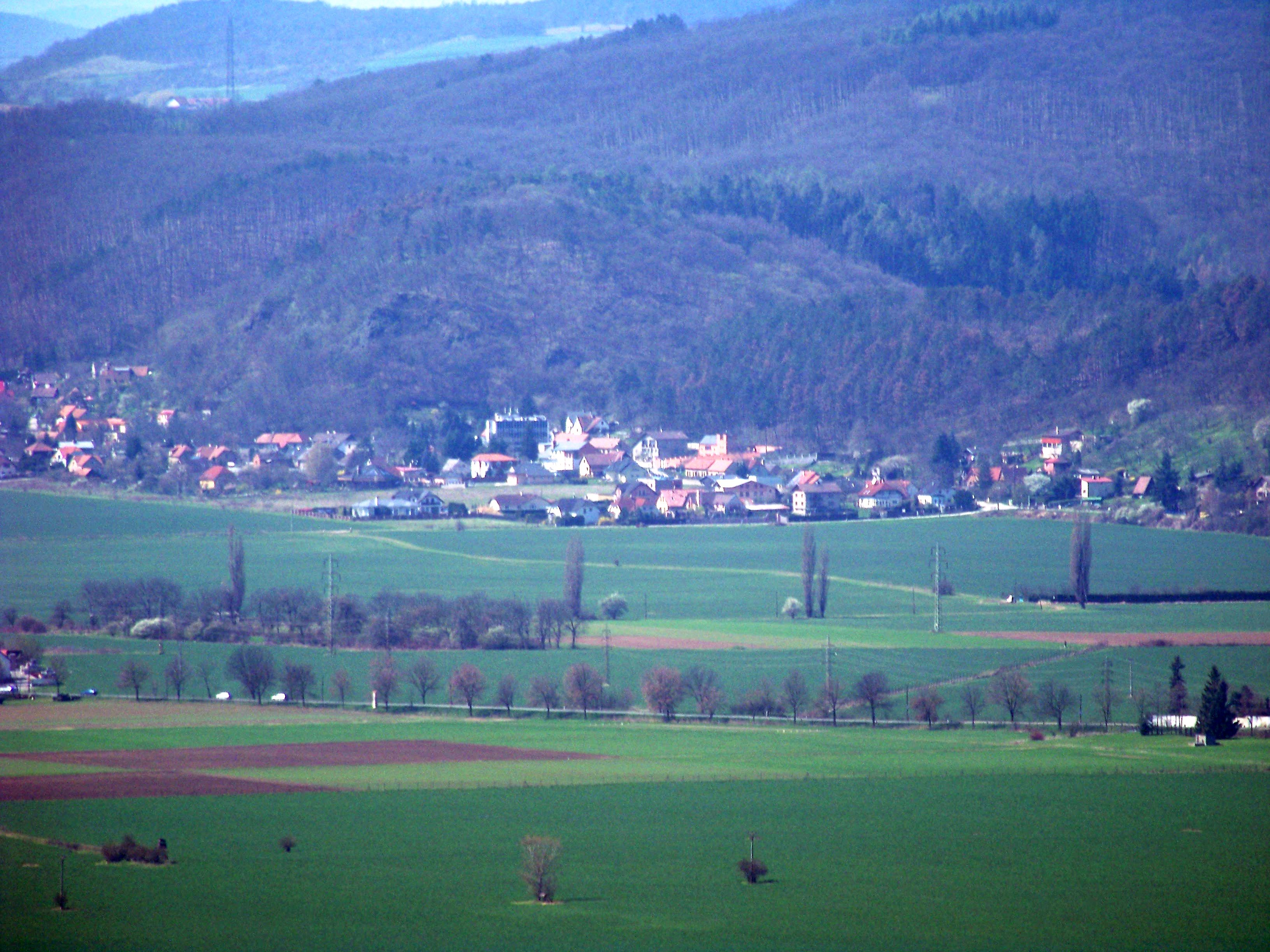
Blick von der Hladká skála auf Karlík

Karlík (deutsch Karlik) ist eine Gemeinde in Tschechien. Sie liegt anderthalb Kilometer nordwestlich von Dobřichovice und gehört zum Okres Praha-západ.

## Geographie
Karlík befindet sich am südlichen Fuße des Böhmischen Karstes im Tal der Berounka und wird vom Bach Karlický potok durchflossen. Nördlich erheben sich der Čabrak (406 m) und die Bukovka (387 m), im Nordwesten der Kopec (391 m). Gegen Norden erstreckt sich das Landschaftsschutzgebiet Český kras (Böhmischer Karst) mit dem Naturreservat Karlické údolí, nordöstlich liegt das Naturdenkmal Krásná stráň.
Nachbarorte sind Karlické Údolí, Roblín und Tůmův Mlýn im Norden, Vonoklasy, Bukovka, Stará Vráž und Nová Vráž im Nordosten, Slunečná, Montana, Větrné Údolí und Horní Mokropsy im Osten, Všenory und Dobřichovice im Südosten, Lety im Süden, Jitřenka, Rovina, Černá Skála, Řevnice und Hlásná Třebaň im Südwesten, V Chaloupkách, Karlštejn und Mořinka im Westen sowie Mořina und Dolní Roblín im Nordwesten.

## Geschichte
Archäologische Funde in der Umgebung des Friedhofes belegen eine Besiedlung des Gemeindegebietes während der Steinzeit und Bronzezeit. Der Überlieferung nach befand sich hier im 10. Jahrhundert der Sitz der Familie Dobřichův; ihre Burg lag auf einem Sporn über dem heutigen Karlík, eine Feste an der Berounka diente dem Schutz der Furt durch den Fluss. Nachdem die Herren von Dobřichův zu Zeiten Boleslavs des Frommen zum Christentum übergetreten waren, sollen sie an ihrem Sitz in Dobřichovo eine dem hl. Martin geweihte Rotunde errichtet haben. Archäologische Untersuchungen ergaben, dass die Rotunde und der sie umgebende christliche Friedhof im 12. Jahrhundert angelegt wurden. Es wird angenommen, dass Herzog Boleslav im Zuge der Gründung des Klosters Insula den Benediktinern auch den Hof Dobřichovo schenkte.
Die erste urkundliche Erwähnung von Dobřichovo erfolgte am 6. April 1253 als Wenzel I. den Ort auf Gesuch seiner Schwester Agnes den Kreuzherren mit dem Roten Stern überließ. Da der Hof zu den Besitzungen des Klosters Insula gehörte, hatten die Kreuzherren den Benediktinern jährlich zu St. Martin einen Zehnt in Höhe von zwei Prager Silbermark zu zahlen. Im Jahre 1282 trat das Kloster seine Rechte an dem Hof gegen 20 Silbermark an die Kreuzherren ab. Im Zuge der Errichtung der Burg Karlstein ließ Karl IV. im Jahre 1348 über dem Durchbruchstal des Karlický potok die Wachtburg Karlík anlegen. Während der Hussitenkriege wurde Dobřichovo zerstört, nachfolgend wurde bei der Feste an der Berounka die neue Siedlung Dobřichovice. Vom alten Dobřichovo blieb nur die Pfarrkirche St. Martin und Prokop erhalten, die später allgemein Karliker Kirche genannt wurde. Nach dem Dreißigjährigen Krieg begann bei Karlík in mehreren Steinbrüchen der Abbau von Lochkovkalk. Der Chronist Bohuslav Balbín berichtete über den mit goldfarbigen Adern durchzogenen schwarzen Marmor von Karlík, den ihm Erzbischof Johann Friedrich von Waldstein gezeigt hatte. Sukzessive wurden bei der Kirche auf Karlsteiner Grund einige Häuser errichtet. Die in Karlík gefertigten Fliesen, Büsten und Tischplatten aus Marmor wurden in der zweiten Hälfte des 18. Jahrhunderts in die deutschen Staaten, Italien, Frankreich und England ausgeführt. Am Karlický potok bestand außerdem eine Mühle. Der Abbau und die Verarbeitung von Marmor wurde Mitte des 19. Jahrhunderts eingestellt.
Im Jahre 1846 bestand die im Berauner Kreis gelegene Dominikalsiedlung Karlik aus acht Häusern. In Karlik befand sich die unter dem Patronat des General-Großmeisters der Kreuzherren stehende Dobřichowitzer Pfarrkirche St. Martin und Prokop, zu der neben Dobřichowitz und Karlík auch die Dörfer Letty, Řewnitz, Wonoklas, Vorder-Třebaň und Hinter-Třebaň eingepfarrt waren. Bis zur Mitte des 19. Jahrhunderts blieb die Siedlung Karlik der Herrschaft der k.k. Tafel-Herrschaft Karlstein und die Kirche dem Gut Dobřichowitz samt Sliwenetz untertänig.
Auch nach der Aufhebung der Patrimonialherrschaften blieb Karlík / Karlik ab 1850 geteilt. Der eine Teil bildete einen
Ortsteil der Gemeinde Dobřichovice im Gerichtsbezirk Zbraslav; der andere einen Ortsteil der Gemeinde Malá Mořina im Gerichtsbezirk Beroun. Letzterer Teil wurde ab 1910 als Dobřichovice 1. díl bezeichnet. 1927 wurde am Hügel Chlum ein Quarzitbruch aufgenommen, dessen Steine zum Wohnhausbau verwendet wurden. Die Bewohner lebten von der Landwirtschaft bzw. von der Arbeit in den Steinbrüchen. Zu Beginn der 1930er Jahre entwickelte sich das Tal Karlické údolí zu einem Erholungsgebiet, es entstanden die Ferienhaussiedlungen Studená und Spálený mlýn. In dem Tal wurden zwei Mühlen betrieben, außerdem gab es zwei Gasthäuser und einen Laden. Nach dem Zweiten Weltkrieg wurde Dobřichovice 1. díl von Mořinka nach Dobřichovice umgemeindet und mit Karlík vereinigt. Das Gasthaus U Veselíků in der Unteren Mühle wurde in den 1960er Jahren geschlossen, zur selben Zeit wurde das andere Gasthaus U Šetinů zum Hotel und Schulungszentrum des Hauses für Wissenschaft und Technik in Prag umgebaut. Nach der Schließung des Hotels dient das Gebäude seit 2000 als Ausbildungszentrum des Sicherheitsunternehmens G4S. Zum 31. Dezember 1991 löste sich Karlík von Dobřichovice los und bildete eine eigene Gemeinde. Die Steinbrüche um Karlík sind heute eingestellt, am oberen Ende des Karlické údolí wird auf dem Holý vrch bei Mořina ein Steinbruch betrieben.

## Gemeindegliederung
Für die Gemeinde Karlík sind keine Ortsteile ausgewiesen. Zu Karlík gehört die Siedlung Karlické Údolí.

## Sehenswürdigkeiten
- Reste der Burg Karlík, erhalten ist nur der Burgwall und der Graben
- Kirche der hll. Martin und Prokop, die im 12. Jahrhundert errichtete romanische Rotunde mit Apsis wurde im Jahre 1350 durch die Dobřichovicer Kreuzherren vergrößert. 1767 erhielt sie einen barocken Turm. Das Schiff wurde 1889 im neoromanischen Stil umgestaltet. Der umliegende Friedhof dient als Begräbnisstätte der Gemeinden Karlík, Dobřichovice, Lety und Vonoklasy.